# Chieti (pokrajina)
Pokrajina Chieti (talijanski: Provincia di Chieti) je jedna od 110 talijanskih pokrajina u okviru regije Abruzzo u središnjoj Italiji. Glavni grad provincije i najveće gradsko naselje je istoimeni grad Chieti s 51.484 stanovnika.

## Geografske karakteristike
Provincija Chieti prostire se većim dijelom duž obale Jadranskog mora, a manjim duž obronaka Apenina. U brdima uz obalu leži i glavni grad Chieti, udaljen oko 200 km sjeveroistočno od Rima. Pokrajina Chieti ima površinu od 2.589 km2, u kojoj živi 387.956 stanovnika (2011. godine).

## Vanjske poveznice
- Službene stranice Pokrajine Chieti